# Asystasia gangetica
Asystasia gangetica és una espècie de planta acantàcia. En anglès rep el nom comú de Chinese Violet

## Morfologia
És una planta prostrada que fa fins a 600 mm d'alt o un metre si té un suport. Les tiges arrelen fàcilment pels seus nusos. El fruit és una càpsula explosiva de color marró.

## Subespècies
- A. g. gangetica, de flors més grosses (30–40 mm de llargada).[5]
- A. g. micrantha (Nees) Ensermu, de flors més menudesr (fins a 25 mm de llargada.[5]).[4]

## Distribució
En zones tropicals del vell Món i introduïda a Amèrica tropical i Hawaii. També a Austràlia on A. g. micrantha é a la National Environmental Alert List i s'ha d'informar si es troba. El rang original de les subespècies és poc clar, però és probable que A. g. gangetica estava limitada a Àsia, i A. g. micrantha estava limitada a âfrica.

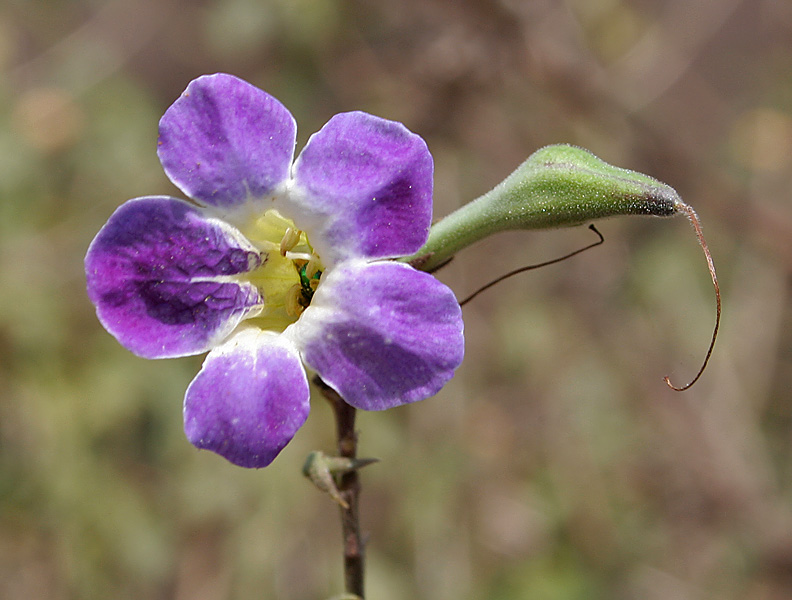
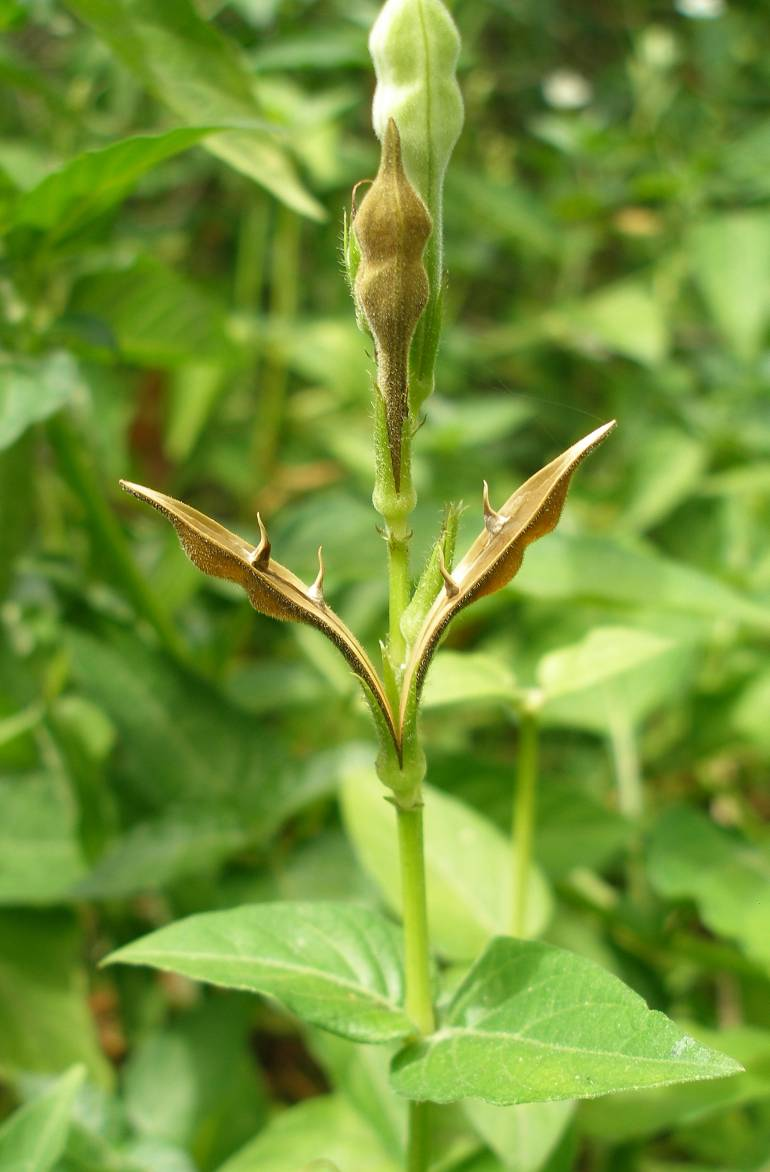
Llavor d'Asystasia gangetica

## Usos
És planta medicinal en la medicina tradicional africana, també allà es consumeixen les seves fulles.
És visitada per les abelles i altres insectes i concretament larves de lepidòpters 
com Junonia oenone, Junonia hierta, Junonia natalica, Junonia terea, Protogoniomorpha parhassus, Hypolimnas misippus i Microplexia costimaculalis.